# Lutterbach
Ne doit pas être confondu avec Lutter, Luttenbach-près-Munster ou Luterbach.
Lutterbach [lytəʁbak]  est une commune de la banlieue de Mulhouse située dans la circonscription administrative du Haut-Rhin et, depuis le 1er janvier 2021, dans le territoire de la Collectivité européenne d'Alsace, en région Grand Est.
Cette commune se trouve dans la région historique et culturelle d'Alsace. Elle est membre de Mulhouse Alsace Agglomération et fait partie des 20 communes de l'agglomération mulhousienne ayant l'obligation de mettre en place une ZFE-m avant le 31 décembre 2024.

## Géographie

### Présentation
La commune est située dans la plaine de l'Ochsenfeld.
Lutterbach est traversée par la Doller qui se subdivise juste en amont en plusieurs bras : le Jocklebohler Kanal, le Runzvach, le Bannwasser et le Dollerbaechlein. Les crues de cette rivière furent dévastatrices comme en témoigne la présence d'une statue dédiée à saint Jean et de nombreuses archives.

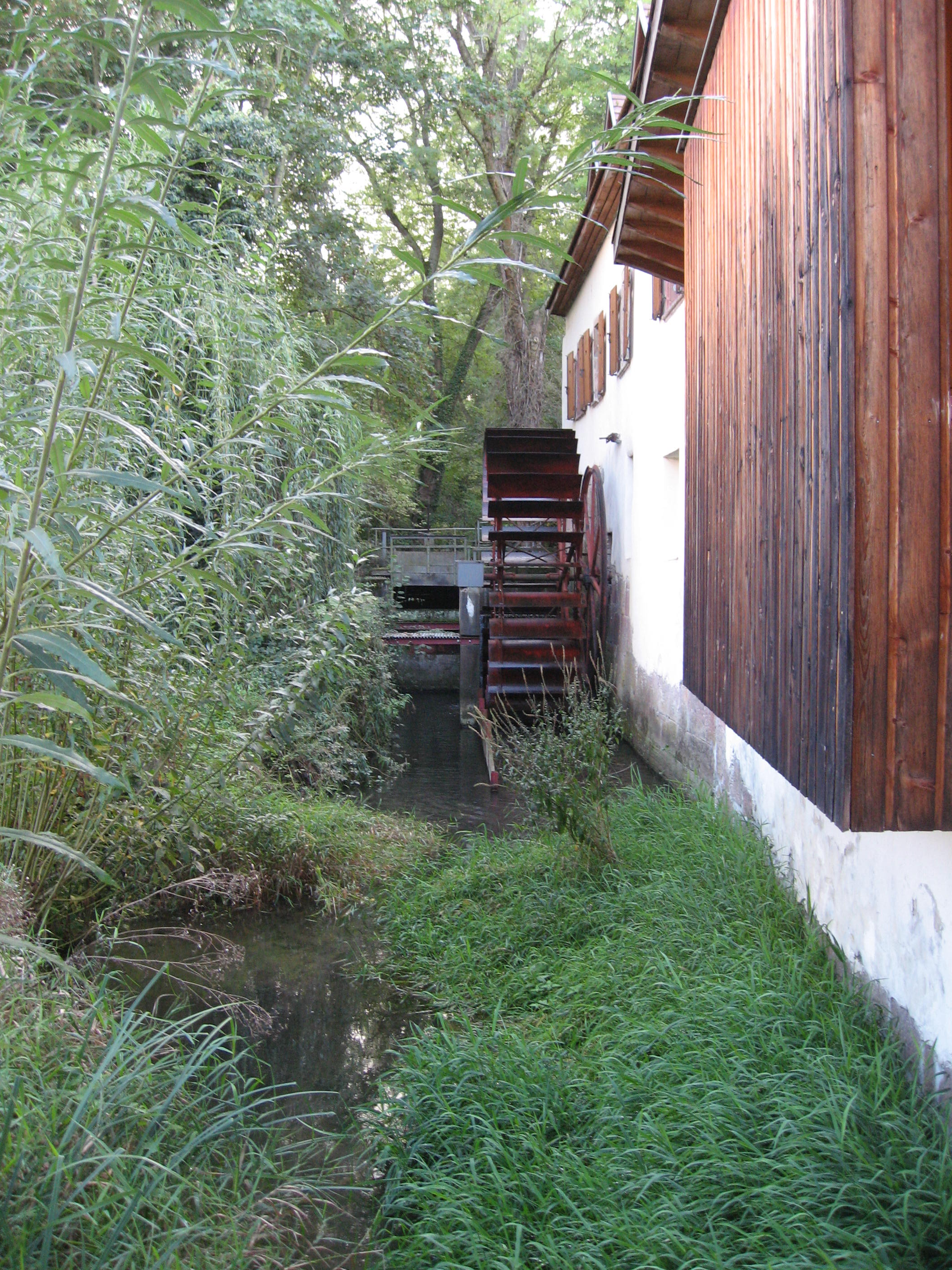
Le moulin au bord du Dollerbaechlein.

Cependant, elle assura également par le passé une certaine prospérité à la localité en permettant l'installation d'un moulin à huile au XVIe siècle, moulin qui devint par la suite une savonnerie et d'une brasserie au XVIIe siècle sur le ban communal, puis d'une usine textile à proximité immédiate au lieu-dit Pfastatt-le-Château.
Aujourd'hui encore, les habitants de Lutterbach boivent l'eau de la Doller pompée et distribuée par la Société des eaux de Mulhouse.
Le Nord et le Nord-Ouest du ban communal sont occupés par le bois de Lutterbach (281 ha), bois qui est en réalité la pointe sud de la forêt du Nonnenbruch. À cet endroit, le sous-sol est parfois instable (début du bassin potassique).
Au Nord-Est, se trouve le point culminant de la localité (260,6 m) sur une colline d'origine éolienne constituée de lœss et parfois appelée, à tort, la dernière colline des Vosges. Les autres sols sont constitués d'alluvions récentes apportées par les crues de la Doller et de la Thur.

### Voies de communication
La localité est située au croisement de l'autoroute A36 (la Comtoise) et de la RN 66. Elle est également desservie par le train (gare de Lutterbach) et depuis le 10 décembre 2010 par le train-tram et la ligne n°3 du tramway de Mulhouse (Soléa).
Les lignes de bus 21, 23 et 50 desservent la commune du lundi au samedi. Le dimanche et en soirée après 20 heures, la ligne 61 permet de rejoindre la commune de Pfastatt, le quartier de Bourtzwiller et la ligne no 1 du tramway mulhousien.
La gare de Lutterbach a été modifiée en 2010 pour accueillir le train-tram (Mulhouse - Thann-Saint-Jacques).

### Communes limitrophes
Voici ci-dessous une carte représentant le découpage territorial des communes limitrophes :
| Forêt du Nonnenbruch et Wittelsheim | Forêt du Nonnenbruch et Pfastatt | Pfastatt                     |
| Reiningue                           | Lutterbach                       | Pfastatt                     |
| Morschwiller-le-Bas                 | Morschwiller-le-Bas              | Mulhouse quartier de Dornach |

### Hydrographie

#### Réseau hydrographique
La commune est dans le bassin versant du Rhin au sein du bassin Rhin-Meuse. Elle est drainée par la Doller, le Dollerbaechlein et le Leimbach,,.
La Doller, d'une longueur de 46 km, prend sa source dans la commune de Dolleren et se jette  dans l'Ill à Mulhouse, après avoir traversé 17 communes. Les caractéristiques hydrologiques de la Doller sont données par la station hydrologique située sur la commune de Reiningue. Le débit moyen mensuel est de 4,1 m3/s. Le débit moyen journalier maximum est de 172 m3/s, atteint lors de la crue du 15 février 1990. Le débit instantané maximal est quant à lui de 207 m3/s, atteint le même jour.
Le Dollerbaechlein, d'une longueur de 18 km, prend sa source dans la commune de Reiningue et se jette  dans l'Ill à Ensisheim, après avoir traversé neuf communes. 

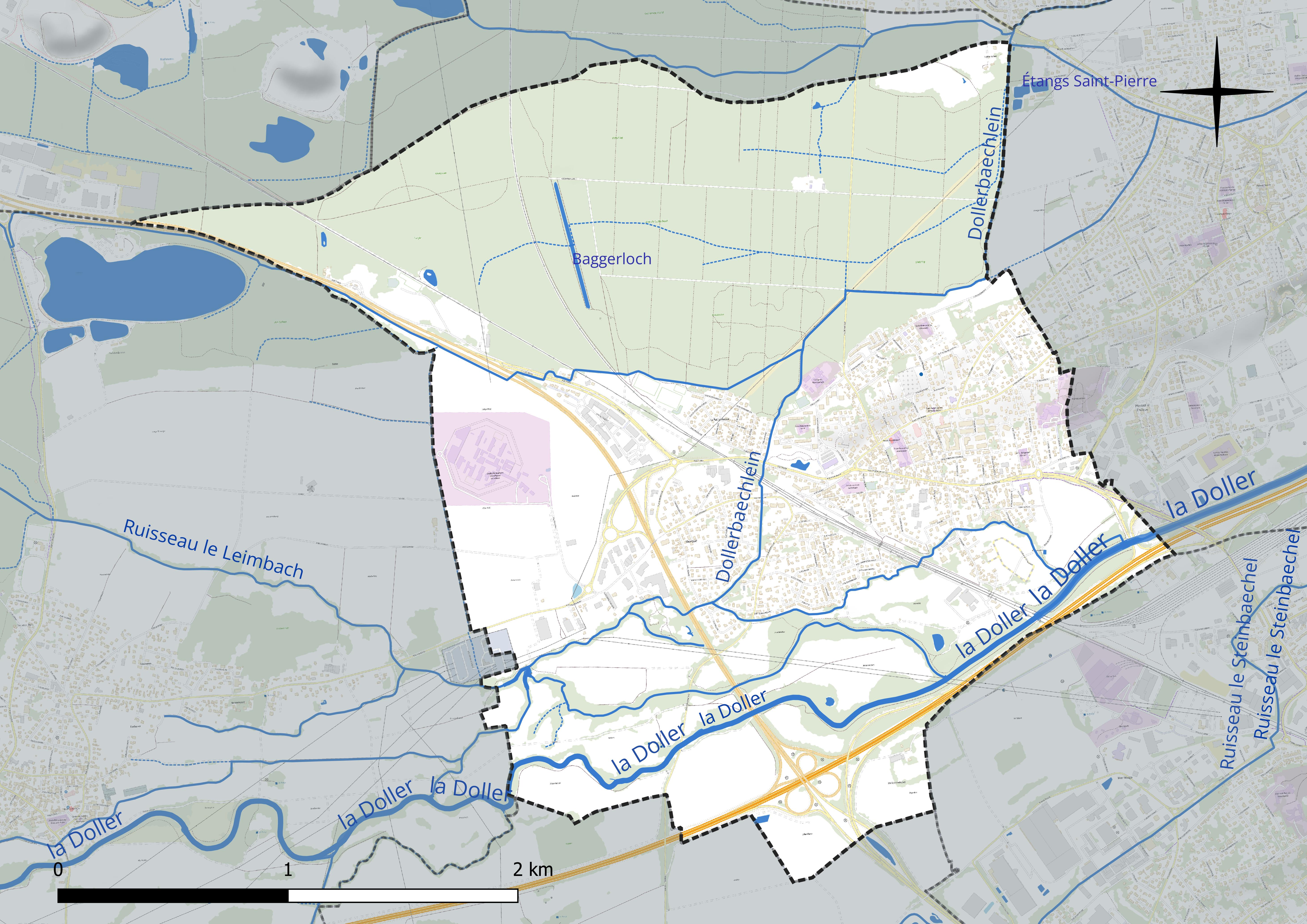
Réseau hydrographique de Lutterbach.

Un plan d'eau complète le réseau hydrographique : Baggerloch (0,9 ha),.

#### Gestion et qualité des eaux
Le territoire communal est couvert par le schéma d'aménagement et de gestion des eaux (SAGE) « Doller ». Ce document de planification concerne le bassin versant de la Doller dont le territoire s’étend sur 280 km2. Il a été approuvé le 15 janvier 2020. La structure porteuse de l'élaboration et de la mise en œuvre est le syndicat mixte « Rivières de Haute-Alsace ». 
La qualité des cours d’eau peut être consultée sur un site dédié géré par les agences de l’eau et l’Agence française pour la biodiversité. 

### Climat
Pour des articles plus généraux, voir Climat du Grand Est et Climat du Haut-Rhin.
En 2010, le climat de la commune est de type climat des marges montargnardes, selon une étude du Centre national de la recherche scientifique s'appuyant sur une série de données couvrant la période 1971-2000. En 2020, Météo-France publie une typologie des climats de la France métropolitaine dans laquelle la commune est exposée à un climat semi-continental et est dans la région climatique  Vosges, caractérisée par une pluviométrie très élevée (1 500 à 2 000 mm/an) en toutes saisons et un hiver rude (moins de 1 °C). 
Pour la période 1971-2000, la température annuelle moyenne est de 10,4 °C, avec une amplitude thermique annuelle de 17,9 °C. Le cumul annuel moyen de précipitations est de 658 mm, avec 9,2 jours de précipitations en janvier et 9,4 jours en juillet. Pour la période 1991-2020, la température moyenne annuelle observée sur la station météorologique de Météo-France la plus proche, « Mulhouse », sur la commune de Mulhouse à 5 km à vol d'oiseau, est de 11,1 °C et le cumul annuel moyen de précipitations est de 747,6 mm. 
La température maximale relevée sur cette station est de 39,4 °C, atteinte le 13 août 2003 ; la température minimale est de −21,5 °C, atteinte le 10 février 1956,,. 
| Mois                                  | jan.             | fév.             | mars             | avril           | mai             | juin          | jui.            | août          | sep.            | oct.            | nov.           | déc.            | année      |
| ------------------------------------- | ---------------- | ---------------- | ---------------- | --------------- | --------------- | ------------- | --------------- | ------------- | --------------- | --------------- | -------------- | --------------- | ---------- |
| Température minimale moyenne (°C)     | −0,6             | −0,5             | 1,9              | 4,7             | 8,9             | 12,4          | 14,1            | 13,8          | 10,2            | 6,7             | 2,7            | 0,3             | 6,2        |
| Température moyenne (°C)              | 2,3              | 3,4              | 7                | 10,6            | 14,7            | 18,4          | 20,3            | 20            | 15,9            | 11,3            | 6,2            | 3,2             | 11,1       |
| Température maximale moyenne (°C)     | 5,3              | 7,4              | 12               | 16,5            | 20,5            | 24,3          | 26,4            | 26,3          | 21,5            | 15,9            | 9,6            | 6               | 16         |
| Record de froid (°C) date du record   | −20,2 13.01.1968 | −21,5 10.02.1956 | −17,2 04.03.1965 | −6,3 07.04.1956 | −3,1 01.05.1962 | 0,9 03.06.06  | 4,3 02.07.1960  | 4 30.08.1998  | −0,6 24.09.1964 | −6,7 31.10.1997 | −13,4 30.11.10 | −19 20.12.1981  | −21,5 1956 |
| Record de chaleur (°C) date du record | 18,3 10.01.1991  | 21,9 24.02.1990  | 26,5 31.03.21    | 30 22.04.1968   | 33,3 25.05.09   | 37,6 09.06.14 | 38,9 31.07.1983 | 39,4 13.08.03 | 34,1 11.09.23   | 29,7 13.10.23   | 24,3 07.11.15  | 19,9 16.12.1989 | 39,4 2003  |
| Précipitations (mm)                   | 57,9             | 49,2             | 49,9             | 49,9            | 78,2            | 67,8          | 63              | 67,1          | 61,1            | 69,7            | 58,7           | 75,1            | 747,6      |

| Diagramme climatique                                  |             |           |             |             |              |            |              |              |             |            |          |
| J                                                     | F           | M         | A           | M           | J            | J          | A            | S            | O           | N          | D        |
| 5,3−0,657,9                                           | 7,4−0,549,2 | 121,949,9 | 16,54,749,9 | 20,58,978,2 | 24,312,467,8 | 26,414,163 | 26,313,867,1 | 21,510,261,1 | 15,96,769,7 | 9,62,758,7 | 60,375,1 |
| Moyennes : • Temp. maxi et mini °C • Précipitation mm |             |           |             |             |              |            |              |              |             |            |          |

Les paramètres climatiques de la commune ont été estimés pour le milieu du siècle (2041-2070) selon différents scénarios d'émission de gaz à effet de serre à partir des nouvelles projections climatiques de référence DRIAS-2020. Ils sont consultables sur un site dédié publié par Météo-France en novembre 2022.

## Urbanisme

### Typologie
Au 1er janvier 2024, Lutterbach est catégorisée grand centre urbain, selon la nouvelle grille communale de densité à sept niveaux définie par l'Insee en 2022.
Elle appartient à l'unité urbaine de Mulhouse, une agglomération intra-départementale regroupant 20  communes, dont elle est une commune de la banlieue,,. Par ailleurs la commune fait partie de l'aire d'attraction de Mulhouse, dont elle est une commune du pôle principal,. Cette aire, qui regroupe 132 communes, est catégorisée dans les aires de 200 000 à moins de 700 000 habitants,.

### Occupation des sols
L'occupation des sols de la commune, telle qu'elle ressort de la base de données européenne d’occupation biophysique des sols Corine Land Cover (CLC), est marquée par l'importance des forêts et milieux semi-naturels (38 % en 2018), en diminution par rapport à 1990 (39,4 %). La répartition détaillée en 2018 est la suivante : 
forêts (38 %), terres arables (22,1 %), zones urbanisées (18,2 %), prairies (10,4 %), zones industrielles ou commerciales et réseaux de communication (6,5 %), zones agricoles hétérogènes (3,7 %), espaces verts artificialisés, non agricoles (1,2 %). L'évolution de l’occupation des sols de la commune et de ses infrastructures peut être observée sur les différentes représentations cartographiques du territoire : la carte de Cassini (XVIIIe siècle), la carte d'état-major (1820-1866) et les cartes ou photos aériennes de l'IGN pour la période actuelle (1950 à aujourd'hui).

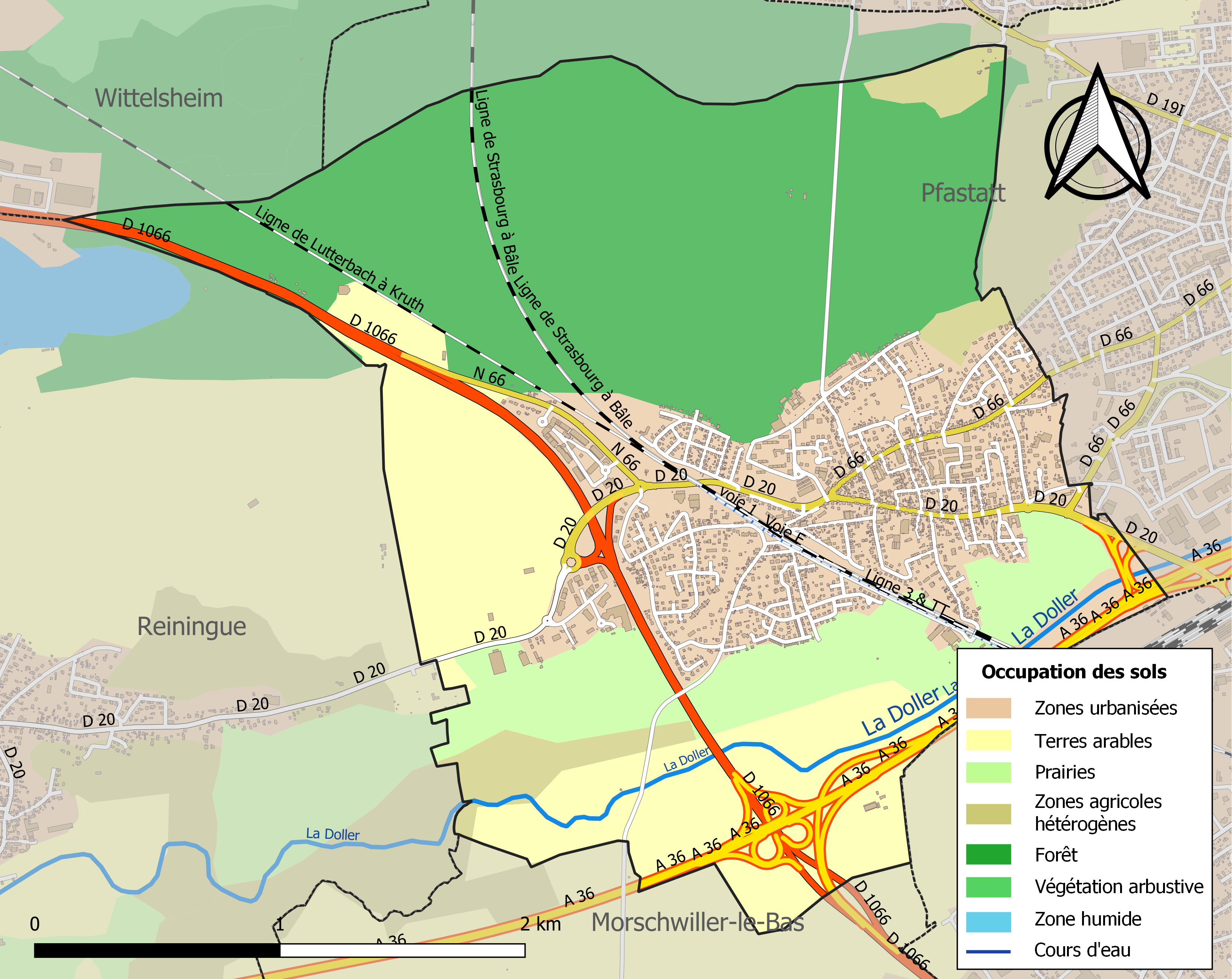
Carte des infrastructures et de l'occupation des sols de la commune en 2018 (CLC).

## Toponymie
L'étymologie la plus fréquemment admise est Lauterbach (en allemand : ruisseau clair), toponyme que la commune partagerait avec plusieurs localités allemandes et cours d'eau. Une autre hypothèse évoque une origine gauloise (lutter serait dérivé de lautron qui signifie bassin ou bain, suivi du suffixe bach).

## Histoire

### Antiquité
À l'époque celte, une route joignait Illzach (Uruncis) à Reiningue ; l'actuelle rue Aristide-Briand emprunte son tracé.
Les vestiges archéologiques les plus anciens découverts sur le ban communal datent de l'époque gallo-romaine. À la fin du XIXe siècle, plusieurs tombes sont exhumées. En 1968, les vestiges d'une riche villa sont mis au jour rue Clemenceau (toit couvert de tuiles, chauffage central et fresques). En 1978, lors de travaux de terrassement dans l'enceinte de l'hôpital Lalance, 12 kilogrammes de pièces des IIe et IIIe siècles sont découverts. Il s'agit du trésor le plus important découvert à ce jour en Alsace.

### Moyen Âge
La première église de Lutterbach daterait du VIe siècle, elle était dédiée à saint Martin et desservait les localités de Pfastatt, Dornach et Morschwiller-le-Bas. En 735, le nom de Lutterbach apparaît dans un document officialisant la donation de la localité à l'abbaye de Murbach. Lutterbach devient ainsi une colonge de l'abbaye et le restera jusqu'au début du XIVe siècle où elle fut cédée à l'abbaye de Lucelle.

### Guerre de Trente Ans
La guerre de Trente Ans appauvrit considérablement la localité : en 1622, l'église du village fut détruite. En 1628, la peste décima la population. Entre 1630 et 1634, l'effort de conscription, les contributions et réquisitions se multiplièrent. En 1636 et 1637, le village fut occupé par l'armée impériale puis l'armée française qu'il était tenu d'approvisionner. Le village commença sa reconstruction en 1641 (retour des Lutterbachois réfugiés à Mulhouse, reconstruction de l'église) et les hostilités cessèrent en 1648 (traité de Münster), l'Alsace étant devenue française.

### De la Fronde à la Révolution
En 1654, l'armée royale commandée par le Maréchal de la Ferté de Senneterre s'oppose au Comte d'Harcourt ; ce dernier, nommé gouverneur de Haute et de Basse Alsace voulait fonder un État autonome avec le soutien des ennemis de la couronne. Les Lutterbachois se réfugient une nouvelle fois à Mulhouse.
Entre 1674 et 1678, le village est à nouveau déserté par ses habitants maltraités par les troupes de Turenne, lors de la guerre contre la Hollande.

À la suite de ces conflits, les habitants appauvris ne peuvent plus faire face à leurs créanciers et supportent de plus en plus mal l'autorité de l'abbaye, refusant de payer la dîme, d'accomplir des corvées, d'utiliser le moulin de la commune, de fournir du bois pour la construction d'une prison... La population obtint le plus souvent gain de cause devant le Conseil Souverain d'Alsace chargé d'arbitrer les différends entre le grand cellérier (économe et représentant de l'abbaye) et la commune.

À la veille de la Révolution, les paysans de Lutterbach payaient 75 % de leurs revenus en taxes et contributions diverses. Ceci constitua un des principaux griefs inscrits dans les cahiers de doléances.

### XIXesiècle
Lors de la sécularisation des biens du clergé (Révolution française), la cour colongère est vendue à l'industriel mulhousien Dollfus ; le reste des biens ecclésiastiques sont cédés par adjudication à la commune d'Altkich.

En 1800, la commune compte environ 500 habitants. La population croît régulièrement avec l'installation des premières fabriques et le développement de la production textile sur le ban communal.

En 1830, Lutterbach compte 1 060 habitants et on estime nécessaire la création d'un bureau de poste fonctionnant quotidiennement, bureau qui sera finalement implanté en 1861. En 1837, l'annonce de la création d'une gare et d'une ligne de chemin de fer reliant Mulhouse à Thann suscite l'opposition du conseil municipal qui estime que la commune est suffisamment bien desservie par l'ancienne route royale (la RN 66). La ligne sera finalement construite et opérée à partir de 1839 par les chemins de fer de Nancy.

En octobre 1870, Lutterbach tombe sous domination prussienne. À cette époque, le chanvre et la garance sont remplacés par des pâturages pour répondre à la demande en produits laitiers de la ville de Mulhouse toute proche. C'est aussi l'apparition d'un embryon de protection sociale.

### 1remoitiéduXXesiècle
Au début de la Première Guerre mondiale, les habitants sont enrôlés dans l'armée prussienne pour le front oriental et 15 d'entre eux, « jugés francophiles », sont déportés ou incarcérés.
En 1915, les ersatz font leur apparition, le pain est rationné. En 1917, les cloches de la basilique sont réquisitionnées pour l'effort de guerre et les Lutterbachois sont tenus de livrer 60 % de leur bétail restant.
Le 14 novembre 1918, les premiers soldats français atteignent le village. Le retour des habitants mobilisés dans l'armée allemande, via la gare de Dornach, puis la mention de l'origine des parents des habitants (alsaciens, un ou deux parents allemands, autres étrangers) sur les cartes d'identité laissent toutefois un goût amer au sein de la population.
À partir de 1932, la situation économique de la région se dégrade : située derrière la ligne Maginot, l'Alsace est considérée comme vulnérable en cas d'offensive et les entreprises stratégiques sont délocalisées vers les autres régions françaises.
L'occupation allemande débute fin juin 1940. Les noms de rues et les patronymes sont germanisés. En 1943, Lutterbach échappe de justesse à son rattachement à la ville de Mulhouse (comme ce fut le cas dès 1941 de la commune voisine de Pfastatt).
Deux réseaux de résistance opèrent sur la commune : la L.N.A. (Ligue Nationale d'Alsace), réseau de renseignement composé de cheminots et d'anciens syndicalistes, et la F.F.I. à compter de fin 1944.
En 1941 et 1942, des jeunes de la commune sont mobilisés pour le Reicharbeitsdienst, puis dans l'armée du Reich à partir de 1942. Certains conscrits désertèrent et furent condamnés à mort par contumace. L'incorporation de force aux Waffen SS toucha, par ailleurs, 25 Lutterbachois. Quatre s'enfuirent vers la France, mais la sentence était sévère pour les malgré-nous récalcitrants, leur famille pouvait être transplantée en Allemagne orientale.
Le 20 janvier 1945, le village est libéré ; mais il est détruit à 96 %.
La commune a été décorée, le 30 janvier 1923, de la croix de guerre 1914-1918 et, le 11 novembre 1948, de la croix de guerre 1939-1945.
Durant toute la première partie du XXe siècle, la ville était particulièrement connue pour ses brasseries et son Alsacienne clignant de l'œil (emblème de la bière de Lutterbach) ornait les devantures des brasseries de France et de Navarre. Cette appellation « Bière de Lutterbach » avec l'Alsacienne se voit encore sur les stores de certains cafés parisiens. Particulièrement facile à produire dans ses caves, véritables monuments en centre-ville, les brasseries de Lutterbach s'éteignent après-guerre.

### Héraldique
| Blason de Lutterbach | Les armes de Lutterbach se blasonnent ainsi : « Ecartelé, au 1er de gueules plain, au 4e de gueules à la clé d'argent, le panneton tourné à dextre, aux 2e et 3e d'argent à la clé de gueules le panneton tourné à sénestre. » |

## Politique et administration

### Résultats des dernières élections présidentielles (2etour)
2002 : Inscrits : 4 135 - Abst. : 21,64 % - Jacques Chirac : 2 355 voix (76,14 %) - Jean-Marie Le Pen : 738 voix (23,86 %)
2007 : Inscrits : 4 447 - Abst. : 16,44 % - Nicolas Sarkozy : 2 207 voix (62,41 %) - Ségolène Royal : 1 335 voix (37,69 %)
2012 : Inscrits : 4 649 - Abst. : 23,12 % - Nicolas Sarkozy : 1 976 voix (59,16 %) - François Hollande : 1 364 voix (40,84 %)
(Source : Ministère de l'Intérieur).

### Budget et fiscalité 2015
En 2015, le budget de la commune était constitué ainsi :
- total des produits de fonctionnement : 4 928 000 €, soit 779 € par habitant ;
- total des charges de fonctionnement : 4 045 000 €, soit 639 € par habitant ;
- total des ressources d'investissement : 2 081 000 €, soit 329 € par habitant ;
- total des emplois d'investissement : 1 884 000 €, soit 298 € par habitant ;
- endettement : 3 190 000 €, soit 504 € par habitant.

Avec les taux de fiscalité suivants :
- taxe d'habitation : 13,69 % ;
- taxe foncière sur les propriétés bâties : 21,42 % ;
- taxe foncière sur les propriétés non bâties : 77,71 % ;
- taxe additionnelle à la taxe foncière sur les propriétés non bâties : 0,00 % ;
- cotisation foncière des entreprises : 0,00 %.

### Centre pénitentiaire

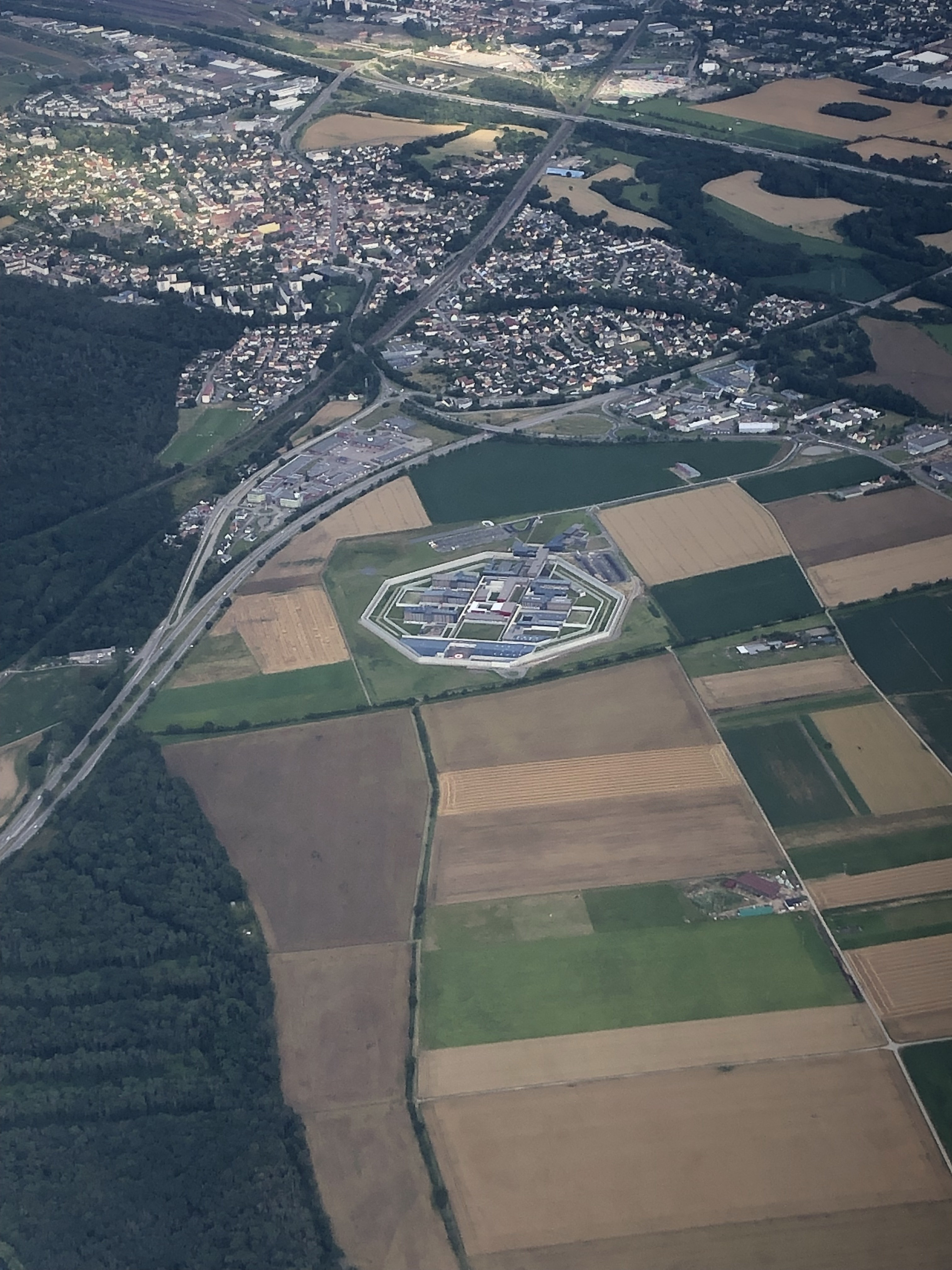
Vue aérienne de la prison de Lutterbach, de forme octogonale

Le centre pénitentiaire de Mulhouse-Lutterbach (ou prison de Lutterbach) est entré en fonction le 10 octobre 2021 en remplacement des centres pénitentiaires de Mulhouse et de Colmar, jugés trop vétustes. Avec 22 bâtiments répartis sur 30 hectares, la capacité est de 520 places et permet la création de 123 places supplémentaires. La construction de cet établissement qui a débuté en 2018, s'inscrit dans un plan national visant à ouvrir 15.000 places de prison supplémentaires en France d'ici 2027.
Malgré un projet de prison plus moderne et une volonté d'offrir de meilleures conditions aux détenus, des dysfonctionnements sont pointés après un an de fonctionnement, avec comme principal reproche une surpopulation importante (près de 700 détenus pour 520 places),
Ce projet avait soulevé de nombreuses réticences parmi la population locale. Un projet initial d'implantation à Issenheim avait précédemment échoué.

## Démographie
L'évolution du nombre d'habitants est connue à travers les recensements de la population effectués dans la commune depuis 1793. Pour les communes de moins de 10 000 habitants, une enquête de recensement portant sur toute la population est réalisée tous les cinq ans, les populations de référence des années intermédiaires étant quant à elles estimées par interpolation ou extrapolation. Pour la commune, le premier recensement exhaustif entrant dans le cadre du nouveau dispositif a été réalisé en 2004.

En 2022, la commune comptait 6 755 habitants, en évolution de +6,21 % par rapport à 2016 (Haut-Rhin : +0,66 %, France hors Mayotte : +2,11 %).
| 1793 | 1800 | 1806 | 1821 | 1831  | 1836  | 1841  | 1846  | 1851  |
| ---- | ---- | ---- | ---- | ----- | ----- | ----- | ----- | ----- |
| 605  | 544  | 687  | 920  | 1 047 | 1 087 | 1 093 | 1 112 | 1 209 |

| 1856  | 1861  | 1866  | 1871  | 1875  | 1880  | 1885  | 1890  | 1895  |
| ----- | ----- | ----- | ----- | ----- | ----- | ----- | ----- | ----- |
| 1 354 | 1 602 | 1 910 | 1 978 | 1 878 | 1 828 | 2 071 | 2 115 | 2 311 |

| 1900  | 1905  | 1910  | 1921  | 1926  | 1931  | 1936  | 1946  | 1954  |
| ----- | ----- | ----- | ----- | ----- | ----- | ----- | ----- | ----- |
| 2 513 | 2 823 | 3 053 | 3 105 | 3 292 | 3 593 | 3 674 | 2 088 | 3 077 |

| 1962  | 1968  | 1975  | 1982  | 1990  | 1999  | 2004  | 2006  | 2009  |
| ----- | ----- | ----- | ----- | ----- | ----- | ----- | ----- | ----- |
| 3 678 | 4 036 | 4 742 | 5 039 | 5 325 | 5 581 | 6 070 | 5 985 | 6 028 |

| 2014  | 2019  | 2022  | - | - | - | - | - | - |
| ----- | ----- | ----- | - | - | - | - | - | - |
| 6 359 | 6 247 | 6 755 | - | - | - | - | - | - |

## Enseignement
L'apparition d'une école à Lutterbach remonte au XIVe siècle. Au XVIIe siècle, l'abbé de Lucelle, seigneur de la localité, veut lutter contre les mauvaises influences mulhousiennes (la ville est acquise à la Réforme) et encourage « l'instruction des enfants du peuple » (6 heures de classe par jour sauf le jeudi après-midi, avec pour livre de lecture le catéchisme imprimé).
De nos jours, la ville de Lutterbach a un collège public d'enseignement secondaire, le collège du Nonnenbruch qui accueille une section bilingue (français-allemand).
La commune compte en outre cinq écoles maternelles et élémentaires :
- école élémentaire René Cassin ;
- école élémentaire privée Rudolf Steiner ;
- école maternelle la Forêt ;
- école maternelle les Chevreuils ;
- école maternelle privée bilingue ABCM[60].

Le CFA ICA SIPPA forme des apprentis (CAP Assistant technique en milieu familial et collectif, CAP agent polyvalent de restauration).
La localité dépend de l'académie de Strasbourg.

## Lieux et monuments

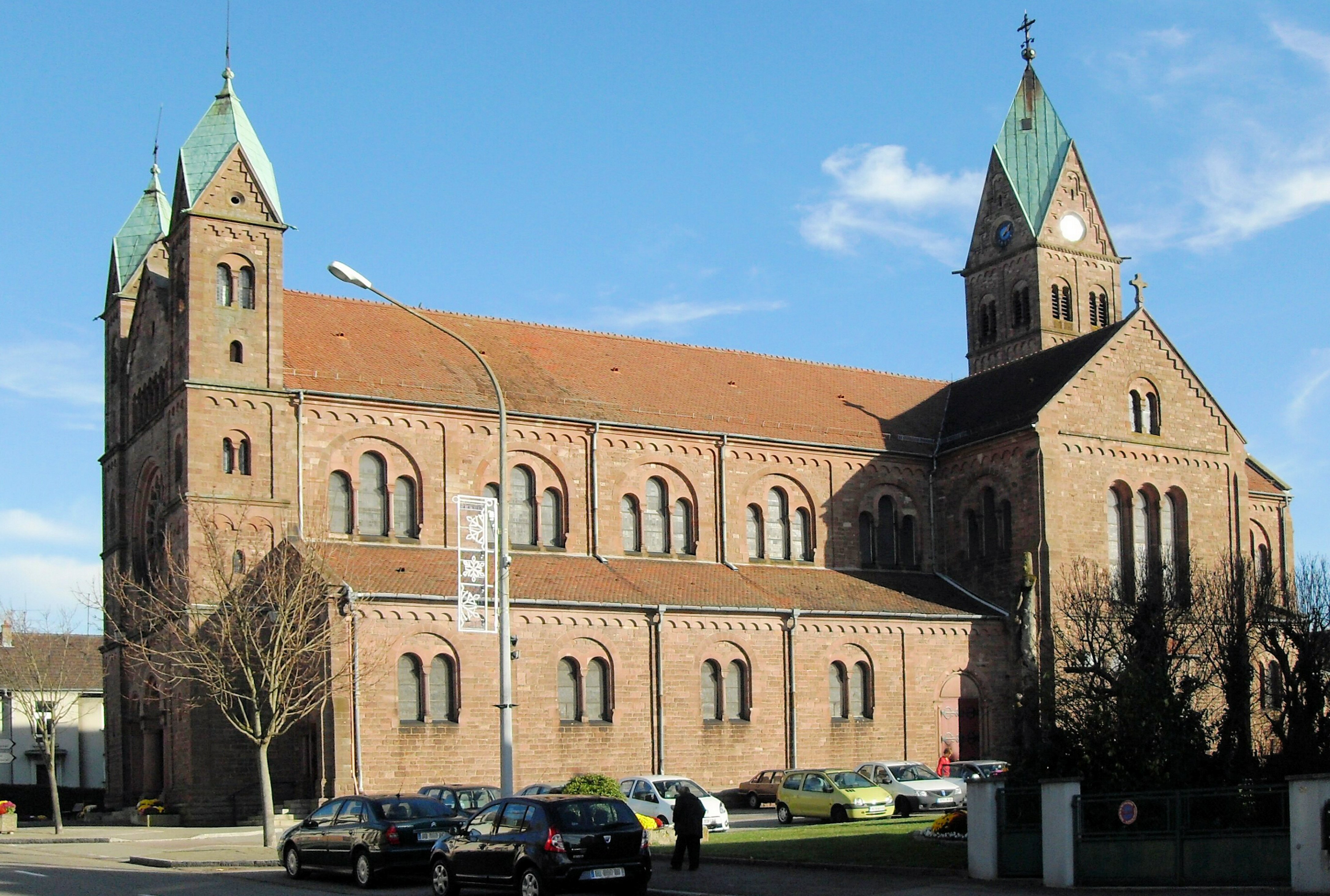
Basilique Sacré-Cœur.

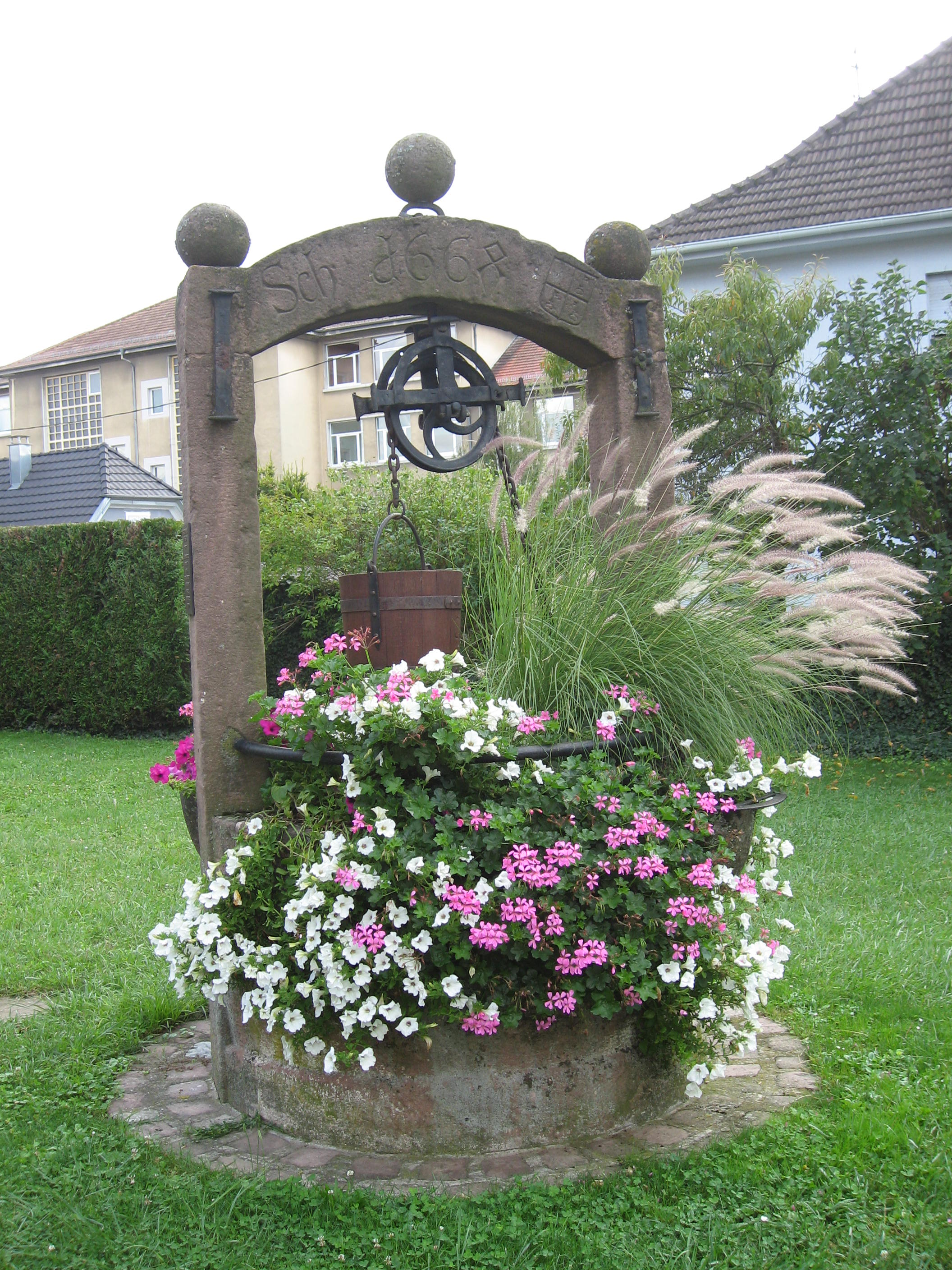
Le puits communal datant de 1668.

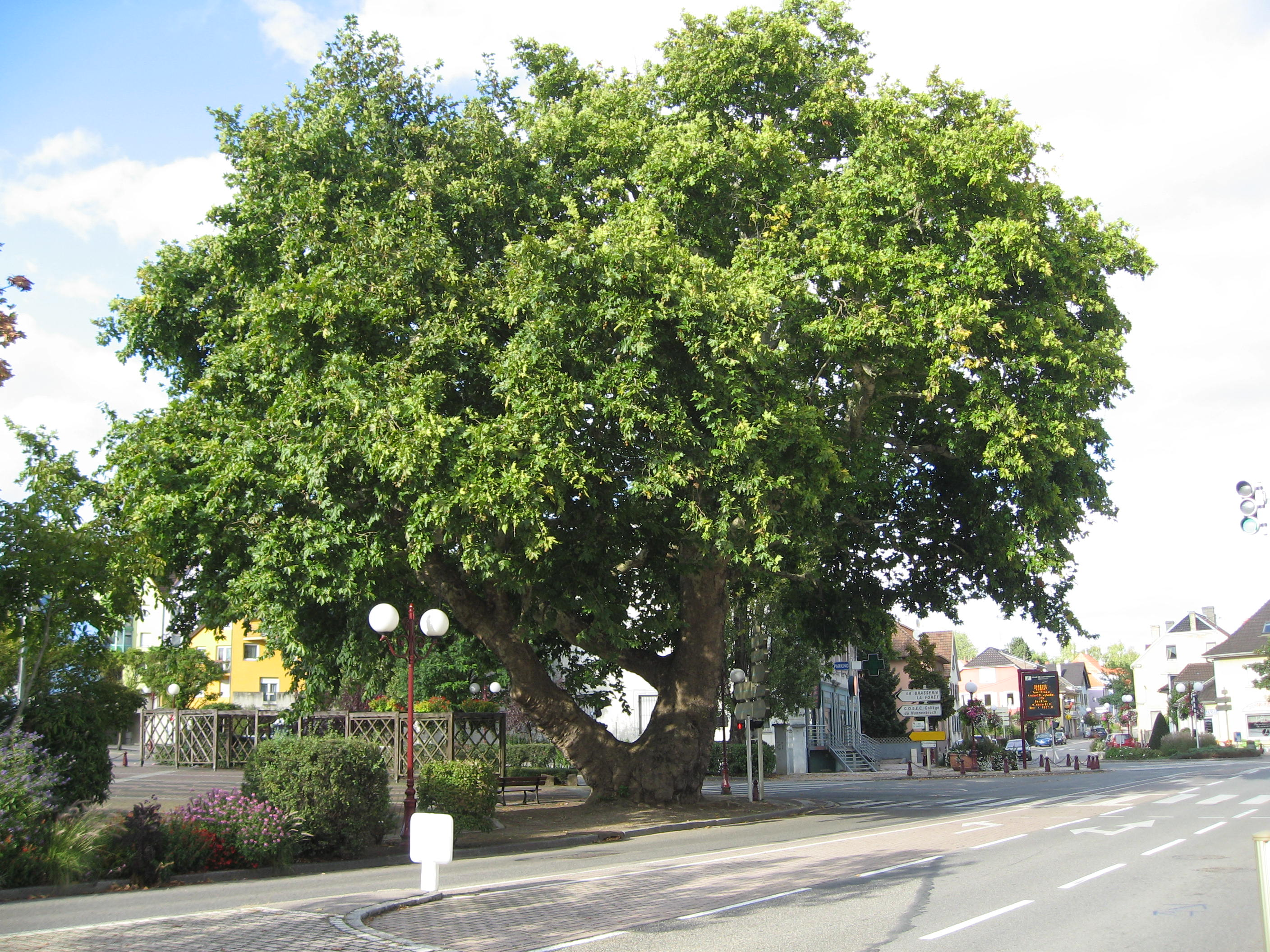
Platane bicentenaire situé à l'origine dans l'enceinte de la brasserie de la localité.

La Basilique Sacré-Cœur a été construite entre 1905 et 1907.
La chapelle de l'agonie jouxte la Basilique.
Fontaine.
Prieuré dit Institut Sainte-Anne.
Le calvaire place Jean-Julien Weber,.
Colonne monumentale de la-Vierge-de l'Immaculée Conception.
Le puits communal (1668) à proximité de la basilique avait été vendu à un particulier de Dornach et a été rendu à la commune à la fin du XXe siècle.
Un platane bicentenaire est aussi un point trigonométrique.
La statue de Saint Jean Népomucène de 1744 contre les inondations est située à l'entrée de la rue Saint-Jean dans une propriété privée.
Monument à la vie, œuvre du sculpteur Claude Bonnot de 1980, au mur du cimetière.

## Personnalités liées à la commune
- François Antoine Struch (1791-1856), homme politique, maire de Lutterbach, député du Haut-Rhin.
- Jean-Jacques Scherrer, peintre ;
- Jean-Julien Weber, né en 1888 à Lutterbach, fut évêque de Strasbourg de 1945 à 1966.
- Le graveur de timbres Eugène Lacaque est né à Lutterbach en 1914.
- Auguste Lalance,
- Nicolas Lang, basketteur évoluant actuellement en Pro A, le plus haut échelon français, au Limoges CSP.
- Arthur Bossler, résistant français chef des Forces françaises de l'intérieur (FFI) de La Robertsau pendant la Seconde Guerre mondiale, y est né.

## Économie

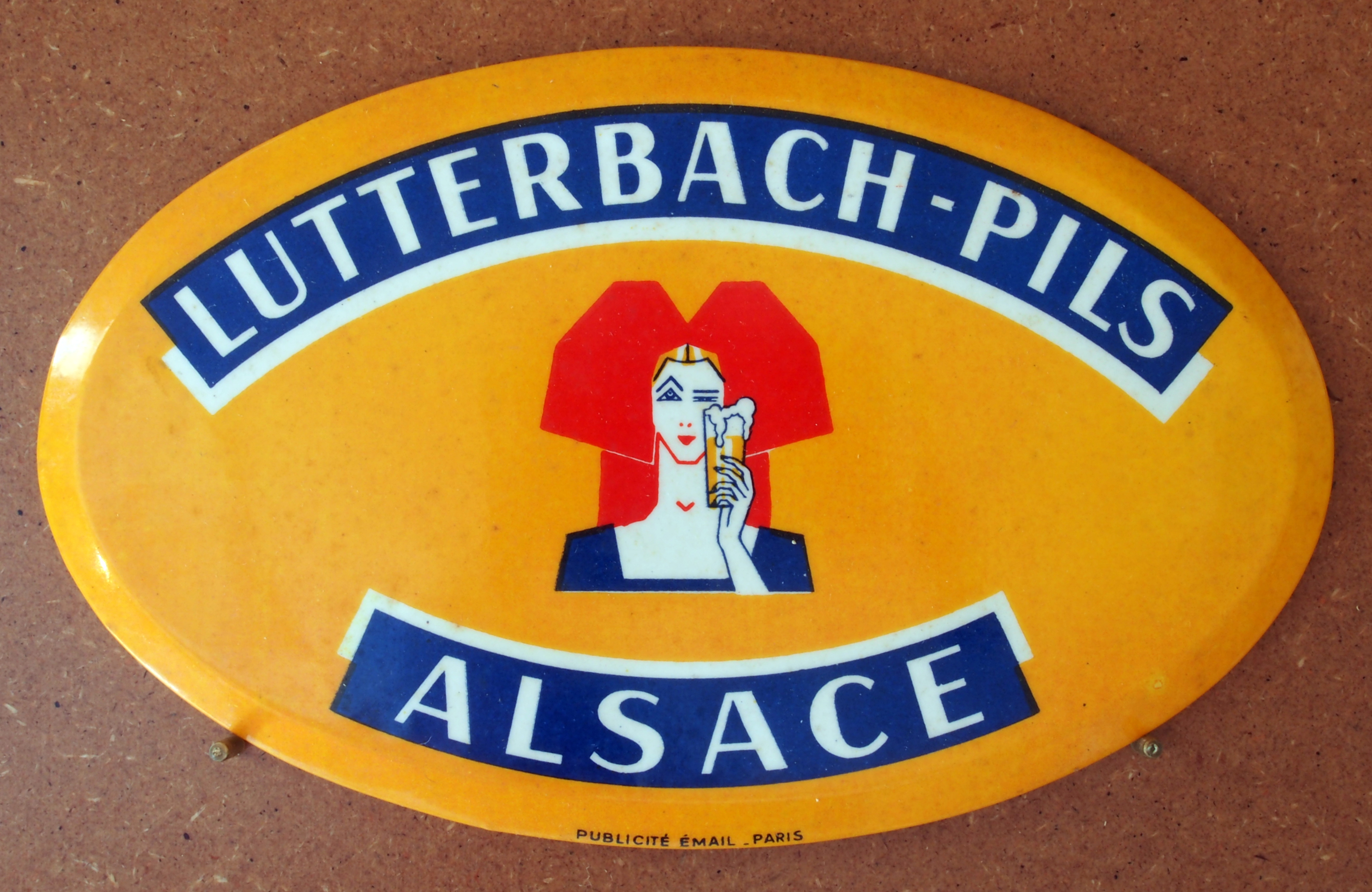
Publicité ancienne pour la brasserie de Lutterbach.

- La cité de l'habitat : une zone d'activité commerciale spécialisée dans le bâtiment, située le long de la RN 66.
- La zone d'activité de la Savonnerie.
- La Brasserie de Lutterbach[70],[71],[72].
- Un ancien moulin datant du XVIe siècle a été transformé par la suite en savonnerie[73]. Il accueille aujourd'hui le Centre d'Initiation à la Nature et à l'Environnement[74].

## Vie locale

### Écologie et environnement
- Le Centre d'Initiation à la Nature et à l'Environnement occupe l'ancien moulin situé en bordure du Dollerbaechlein dans la Z.A. de la Savonnerie. Son but est de sensibiliser le public à la protection de l'environnement. Il est à l'origine de l'implantation d'une zone humide (roselière) en 2004 (projet soutenu par la région et l'agence de bassin).
- Le bois du Nonnenbruch a le statut de forêt protégée sur le ban communal (2,5 km2).
- Outre la déchèterie de Pfastatt accessible aux habitants de la commune, de multiples points tri, gérés par le SIVOM, permettent de réaliser des apports volontaires de verre, de plastiques et de papiers.
- En août 2011, la commune obtient sa 2de fleur comme village fleuri[75].
- En 2008, les terrains situés le long de la Doller sont classés zone Natura 2000[76].

### Établissements de santé
Le Sanatorium ou Centre médical Lalance (1910-1912) a été construit par l'architecte alsacien Paul Friesé et porte le nom d'un industriel local (A. Lalance) cofondateur d'une fabrique de textiles située à Pfastatt. Il a servi d'hôpital militaire pendant la Première Guerre mondiale, puis à partir de 1951, il devient un centre de pneumo-phtisiologie géré par la Caisse régionale d'assurance maladie.